# Tre Kroner (1789)
Lo HDMS Tre Kroner è stato un vascello in servizio tra il 1789 e il 1807 nella Reale Marina dei Regni di Danimarca e Norvegia, e tra il 1807 e il 1825 nella Royal Navy britannica.

## Storia
Nona unità delle 11 appartenenti alla classe Prindsesse Sophia Frederica progettata dall'ingegnere navale Henrik Gerner (1742-1787), il vascello da 74 cannoni Tre Kroner fu impostato presso il cantiere navale Nydolm di Copenaghen il 6 marzo 1788, varato il 5 ottobre 1789 ed entrò successivamente in servizio attivo.  Prese parte alla prima battaglia di Copenaghen contro gli inglesi, combattuta il 2 aprile 1801.
Fu catturata dalla Royal Navy dopo la seconda battaglia di Copenaghen il 7 settembre 1807, e trasferita in Gran Bretagna. Arrivata a Portsmouth l'9 novembre dello stesso anno fu rinominata Tre Kronen e  venne disalberata. Nel 1809 fu considerata a sua immissione in servizio attivo con il nome di Medway, cosa che poi non avvenne. All'atto della cattura l'armamento era composto da 28 cannoni da 32 libbre, 28 da 18 libbre, 6 da 12 libbre,  12 carronate da 32 libbre e 6 da 18 libbre. Nel novembre 1811 completò la posa del rivestimento di rame sulla chiglia.  Trasformata in nave prigione nel corso del 1817, prestò servizio a Portsmouth. L'unità fu radiata nel 1825, e venduta, per la cifra di 3.710 sterline, a Mr. Betson il 20 aprile dello stesso anno venendo subito demolita a Rotherhithe.

### Fonti
1. 1 2 3 4 5 6  Lyon, Winfield 2004, p. 48.
2. 1 2  Tree Decks.
3. 1 2 3 4 5  Tree Decks.